# Атлетико Парана
Клуб Атле́тико «Парана́» (исп. Club Atlético Paraná) — аргентинский футбольный клуб, представляющий город Парана, столицу провинции Энтре-Риос.

## История
Футбольный клуб был основан 16 июня 1907 года. Лучшие годы клуба пришлись на 1970-е, когда клуб регулярно принимал участие в Региональном турнире (исп. Torneo Regional), служившем также и отборочным для выявления участников турнира Насьональ, имевшего статус национального чемпионата Аргентины по футболу. В 1974, 1976 и 1977 «Атлетико Парана» упускал шанс пробиться в элитный турнир, проигрывая финалы Регионального турнира.
По итогам Торнео Федераль 2014 клуб завоевал историческое продвижение в Примеру B Насьональ, вторую по значимости лигу Аргентины, обыграв в одном из финалов турнира клуб «Спортиво Патрия» из города Формосы по итогам двух встреч (5:1).
«Атлетико Парана» принимает гостевые команды на стадионе Педро Мутио, ныне вмещающем около 6 000 зрителей.
Принципиальными соперниками для «Атлетико Параны» являются команды из его города: «Патронато» и «Атлетико Бельграно», противостояние «Атлетико Параны» с последним известно как «Класико Паранаэнсе» (исп. Clásico paranaense). С «Патронато» же клуб впервые встретился на национальном уровне лишь в сезоне 2002/2003 в рамках Торнео Архентино B, четвёртого дивизиона в системе футбольных лиг Аргентины.
«Атлетико Парана» 22 раза становилась победителем Лиги Паранаэнсе (регионального турнира), в период с 1949 по 2008 год. «Атлетико Парана» уступает по количеству титулов в этом турнире лишь команде «Патронато» (32).

## Достижения
- Победитель Торнео Архентино B (1): 2013/14